# كواريرز
كواريرز هي مؤسسة خيرية اسكتلندية للرعاية الاجتماعية تقع في قرية كواريرز، إنفركلايد. تقدّم الرعاية والدعم للأشخاص ذوي الإعاقة، والأطفال والعائلات، والشباب، والشباب المشردين، والأشخاص المصابين بالصرع، ومقدّمي الرعاية. في شباط 2008، كانت كواريرز أكبر مؤسسة خيرية للرعاية الاجتماعية غير تابعة للكنيسة في اسكتلندا.
تأسست الجمعية في أواخر القرن التاسع عشر على يد ويليام كوارير، وهو بائع أحذية من غلاسكو. في تسعينيات القرن التاسع عشر، أنشأ دور أيتام اسكتلندا في بريدج أوف وير، والتي كانت تأوي ما يصل إلى 1500 طفل في وقت واحد.
أدّت التغييرات في ممارسات وتشريعات رعاية الأطفال في المملكة المتحدة في سبعينيات وثمانينيات القرن العشرين إلى عملية تحديث، طوّرت من خلالها المؤسسة الخدمات التي تقدمها اليوم، وأصبحت تُعرف باسم كواريرز.
يشمل عمل كواريرز جميع أنحاء اسكتلندا، كما تشارك المؤسسة في عدة مشاريع دولية.

## التاريخ

### القرن التاسع عشر
تأسست الجمعية في أواخر القرن التاسع عشر على يد المحسن ويليام كوارير، وهو بائع أحذية من غلاسكو. بدأ كوارير برعاية الأطفال المشردين في سبعينيات القرن التاسع عشر، حيث افتتح ملجأ ليليًا للأطفال المشردين في شارع رينفرو في غلاسكو عام 1871.
ثم وسّع نشاطه، مستخدمًا التبرعات الخيرية لشراء قطعة أرض قرب بريدج أوف وير، والتي بُنيت عليها دور أيتام اسكتلندا. تأسست القرية في عام 1876، وعُرفت في الأصل باسم دور أيتام اسكتلندا، وكانت هذه البيوت جزءًا من رؤية ويليام كوارير المسيحية لمساعدة الأقل حظًا. بُنيت القرية على موقع مزرعة نيتينغزهيل السابقة. وبحلول تسعينيات القرن التاسع عشر، شملت 34 كوخًا، ومدرسة، وكنيسة، ومحطة إطفاء – وكانت قرية كاملة الوظائف تُعرف حتى اليوم باسم قرية كواريرز.
كان يعيش في قرية كواريرز خلال تسعينيات القرن التاسع عشر أكثر من 800 طفل في وقت واحد، ومع توسع الجمعية، أصبح يُؤوى فيها حتى 1500 طفل. وقد تلقّى أكثر من 30,000 طفل الرعاية في قرية كواريرز.

## القرن العشرون
خلال سبعينيات وثمانينيات القرن العشرين، تكيّفت كواريرز مع تغييرات كبيرة في ممارسات وتشريعات رعاية الأطفال في بريطانيا، مما أدّى إلى عملية تحديث شاملة داخل المنظمة. سمحت هذه التحولات لكواريرز بتطوير وتحديث مجموعة الخدمات المتنوعة التي تقدمها، لتلبي الاحتياجات المتغيّرة للمجتمعات التي تخدمها. وكجزء من هذا التطور، اعتمدت المنظمة الاسم الجديد "كواريرز"، تعبيرًا عن التزامها بحلول رعاية مبتكرة ومستجيبة. شكّل هذا التغيير لحظة محورية في تاريخ الجمعية، إذ جعل هويتها تتماشى مع المعايير والتوقعات المعاصرة في مجال الرعاية الاجتماعية.

## القرن الحادي والعشرون
واصلت كواريرز في القرن الحادي والعشرين تعزيز مكانتها كمؤسسة رعاية اجتماعية رائدة في اسكتلندا، مظهرة التزامًا قويًا بجمع التبرعات والانخراط المجتمعي. في عام 2004، فازت كواريرز بجائزتي "جامع التبرعات للسنة" و"جائزة الاتصال" من معهد جمع التبرعات في اسكتلندا، وهو تقدير يُبرز استراتيجياتها الفعالة في جمع التبرعات وجهودها في التواصل. ومنذ ذلك الحين، حدّثت الجمعية أساليبها في جمع التبرعات، وأطلقت حملات ومبادرات مبتكرة لتوسيع قاعدة المتبرعين وتعزيز حضورها. كما طوّرت كواريرز خدمات الدعم التي تقدمها لضمان توافقها مع الاحتياجات الاجتماعية المعاصرة والتغييرات التشريعية. ويعكس هذا التطور المستمر رسالتها في تقديم رعاية ودعم عالي الجودة للفئات الضعيفة التي تخدمها في أنحاء اسكتلندا.

## دور كواريرز، إنفركلايد
في عام 2020، أصدرت لجنة التحقيق الاسكتلندية في إساءة معاملة الأطفال تقريرًا شمل دور كواريرز. خلص التقرير إلى أن الأطفال الذين كانوا تحت رعاية هذه المؤسسات تعرّضوا لإساءات جسدية وعاطفية وجنسية، وأنه لم يُؤخذ بكرامتهم على محمل الجد، وقد عاشوا في "أنظمة قاسية وصارمة".
قدّمت المديرة التنفيذية لكواريرز، أليس هاربر، اعتذارًا عن سياسة الجمعية السابقة بإرسال الأطفال إلى الخارج، ووصفتها بأنها كانت "مضلّلة وخاطئة". وأضافت: "لقد تم إرسال أطفال ضعفاء بعيدًا، ونعترف أن بعضهم تعرّض أيضًا لإساءات جسدية وعاطفية، بما في ذلك الإساءات الجنسية".

## برنامج الهجرة
من عام 1872 حتى عام 1938، شاركت دور أيتام اسكتلندا في برنامج هجرة خارجي أُرسل خلاله أكثر من 7,000 طفل وشاب، معظمهم إلى كندا وبعضهم إلى أستراليا.
تم إدراج هذه الدور تحت اسم "دور هجرة الأطفال الأيتام والمعوزين" في عام 1872، وكانت لها علاقات وثيقة مع مركز الاستقبال الخاص بها "فيركنو" في بروكفيل، أونتاريو. في عام 2019، اعتذرت كواريرز عن هذه الممارسة، معترفةً بأن البرنامج، رغم أنه كان يُنظر إليه على أنه "فرصة لحياة أفضل"، إلا أنه كان "مضللًا وخاطئًا". كما أقرت الجمعية بأن عددًا من الأطفال تعرّضوا للقسوة والإساءة.

## العمليات الحالية
لا تزال كواريرز تتخذ من قرية كواريرز في أبرشية كيلمكولم المدنية، إنفركلايد، مقرًا لها. وتشمل خدماتها الآن كافة أنحاء اسكتلندا.
في شباط 2008، كانت كواريرز أكبر مؤسسة خيرية للرعاية الاجتماعية غير كنسية في اسكتلندا، حسب الدخل السنوي.
توفر الجمعية خدمات الرعاية والدعم لـ:
- البالغين والأطفال ذوي الإعاقة – من خلال الرعاية المؤقتة، ودعم العيش المستقل، ودعم ذوي صعوبات التعلم، وفرص العمل.
- الأطفال والعائلات – من خلال مراكز العائلات التي تقدم المعلومات والدعم، والخدمات المفتوحة، والترويج الصحي، وخدمات الحضانة ورعاية الأطفال.
- الشباب – من خلال مدرستها الداخلية في أردروسان، أيرشاير، ومشاريع أخرى لمساعدة الأطفال على إعادة الاندماج في المدارس العامة.
- الشباب المشردين – من خلال السكن المدعوم وخدمات التوعية.
- المصابين بالصرع – من خلال مركز التقييم الوطني للصرع وخدمة العمل الميداني في مجال الصرع. في عام 2008، حصل مركز التقييم الوطني للصرع على جائزة "ملتزمون بالتميّز" من المؤسسة الأوروبية لإدارة الجودة.
- مقدّمي الرعاية – من خلال مراكز كواريرز لمقدّمي الرعاية، التي تقدّم المعلومات والنصائح، والدعم العاطفي، ومجموعات الدعم، والمساعدة في القضايا المالية.

تشارك الجمعية أيضًا في عدة مشاريع دولية، بما في ذلك "صندوق أطفال تاغانكا" في روسيا و"ساثي"، وهي منظمة تدعم النساء والأطفال في نيبال.
في عام 2004، فازت كواريرز بجائزتي "جامع التبرعات للسنة" و"جائزة الاتصال" من معهد جمع التبرعات في اسكتلندا.

## قراءة إضافية
- قصة المحاجر بقلم آنا ماجنوسون.
- عربي الشارع ، تأليف ساندرا جويس، دار نشر ويلدون، تورنتو، كندا، 2011
- الانتماء ، بقلم ساندرا جويس، دار نشر ويلدون، تورنتو، كندا، 2014.

## روابط خارجية
- موقع كواريرز
- http://www.britishhomechildgroupinternational.com نسخة محفوظة 29 April 2015 على موقع واي باك مشين.
- http://www.sandrajoyce.com